# Hyomin
Hyomin (* 30. Mai 1989 in Busan als Park Seon-yeong) ist eine südkoreanische Sängerin als Mitglied der Girlgroup T-ara.

## Karriere
Hyomin (효민) ist Mitglied der 2009 gegründeten Girlgroup T-ara von Core Contents Media.
Im November 2009 spielte sie in der Musical-Adaption der MBC-Serie Love Truly (진짜 진짜 좋아해) mit.
2010 war sie außerdem Mitglied des Projekts Wonder Women, eine Gruppe bestehend aus den Mitgliedern von SeeYa, Davichi und Eunjung von T-ara.
Ab Ende 2009 bis Dezember 2010 gehörte Hyomin zur Besetzung der Reality-Show Invincible Youth (청춘불패; cheong-chun-bul-pae) des Senders KBS2. In diesem TV-Format betreiben sieben Stars aus verschiedenen südkoreanischen Girlgroups Landwirtschaft in einem kleinen Dorf. Nebenbei gibt es Spiele, die zur Unterhaltung beitragen.
Zudem spielte sie 2010 die Rolle der Ban Seon-nyeo in der Dramaserie My Girlfriend Is a Gumiho.

## Filmografie

### Filme
- 2011: Ghastly (기생령)

### Fernsehen
- 2010: My Girlfriend Is a Gumiho (내 여자친구는 구미호)
- 2011: Gyebaek (계백)
- 2012: The Thousandth Man

### Gastauftritte in Musikvideos
- 2006: Unlock von SS501
- 2008: Meotjige Ibyeol (멋지게 이별) von SG Wannabe
- 2008: Heaven von F.T. Island